# Görögország a 2006. évi téli olimpiai játékokon
Görögország az olaszországi Torinóban megrendezett 2006. évi téli olimpiai játékok egyik részt vevő nemzete volt. Az országot az olimpián 3 sportágban 5 sportoló képviselte, akik érmet nem szereztek.

## Alpesisí
Férfi
| Versenyző               | Versenyszám      | 1. futam      | 1. futam      | 2. futam | 2. futam | Összesítés | Összesítés |
| Versenyző               | Versenyszám      | Idő           | Hely.         | Idő      | Hely.    | Idő        | Helyezés   |
| ----------------------- | ---------------- | ------------- | ------------- | -------- | -------- | ---------- | ---------- |
| Vaszíliosz Dimitriádisz | Műlesiklás       | 57,38         | 32.           | 54,00    | 23.      | 1:51,38    | 23.        |
| Vaszíliosz Dimitriádisz | Óriás-műlesiklás | nem ért célba | nem ért célba | kiesett  | kiesett  | kiesett    | kiesett    |

Női
| Versenyző          | Versenyszám      | 1. futam | 1. futam | 2. futam | 2. futam | Összesítés | Összesítés |
| Versenyző          | Versenyszám      | Idő      | Hely.    | Idő      | Hely.    | Idő        | Helyezés   |
| ------------------ | ---------------- | -------- | -------- | -------- | -------- | ---------- | ---------- |
| Magdalíni Kalomíru | Műlesiklás       | kizárták | kizárták | kiesett  | kiesett  | kiesett    | kiesett    |
| Magdalíni Kalomíru | Óriás-műlesiklás | 1:15,28  | 51.      | 1:21,17  | 38.      | 2:36,45    | 39.        |

## Biatlon
Férfi
| Versenyző                 | Versenyszám  | Lövőhiba     | Időeredmény | Helyezés |
| ------------------------- | ------------ | ------------ | ----------- | -------- |
| Sztávrosz Hrisztoforídisz | 10 km sprint | 3 (1+2)      | 32:48,3     | 83.      |
| Sztávrosz Hrisztoforídisz | 20 km egyéni | 11 (4+2+1+4) | 1:13:13,3   | 87.      |

## Sífutás
Férfi
| Versenyző                         | Versenyszám | Selejtező | Selejtező | Negyeddöntő | Negyeddöntő | Elődöntő | Elődöntő | B döntő | B döntő | Döntő   | Döntő    |
| Versenyző                         | Versenyszám | Idő       | Hely.     | Idő         | Hely.       | Idő      | Hely.    | Idő     | Hely.   | Idő     | Helyezés |
| --------------------------------- | ----------- | --------- | --------- | ----------- | ----------- | -------- | -------- | ------- | ------- | ------- | -------- |
| Elefthériosz „Leftérisz” Fáfalisz | Sprint      | 2:20,33   | 29.       | 2:26,7      | 6.          | kiesett  | kiesett  | kiesett | kiesett | kiesett | 29.      |

Női
| Versenyző       | Versenyszám | Selejtező | Selejtező | Negyeddöntő | Negyeddöntő | Elődöntő | Elődöntő | B döntő | B döntő | Döntő   | Döntő    |
| Versenyző       | Versenyszám | Idő       | Hely.     | Idő         | Hely.       | Idő      | Hely.    | Idő     | Hely.   | Idő     | Helyezés |
| --------------- | ----------- | --------- | --------- | ----------- | ----------- | -------- | -------- | ------- | ------- | ------- | -------- |
| Panajóta Cakíri | Sprint      | 2:43,28   | 66.       | kiesett     | kiesett     | kiesett  | kiesett  | kiesett | kiesett | kiesett | 66.      |